# Paulo Freire
Pour les articles homonymes, voir Freire.
 (février 2019).
Paulo Freire (19 septembre 1921 à Recife, Brésil - 2 mai 1997 à São Paulo) est un pédagogue brésilien. Il est surtout connu pour ses efforts d'alphabétisation visant les personnes adultes de milieux pauvres, une alphabétisation militante, conçue comme un moyen de lutter contre l'oppression.

## Biographie

### Enfance et formation
Ses parents lui inculquent très tôt l'importance du dialogue et du respect du 
choix des autres, ce qu'il applique dans son approche pédagogique. 
Malgré leur aisance financière initiale, ses parents bourgeois subissent les conséquences de la Grande Dépression et le jeune Freire souffre de la faim. C'est alors qu'il décide de dédier sa vie à la lutte contre la famine.
Lorsque la situation familiale se rétablit, il s'inscrit à l'université de Recife pour y étudier le droit, la philosophie et la psychologie du langage. Pendant ses études, il travaille à temps partiel comme enseignant du portugais. Il lit Karl Marx et les œuvres d'intellectuels catholiques, tels que Jacques Maritain et Georges Bernanos, lesquels l'influenceront dans sa philosophie pédagogique.

### Vie de famille

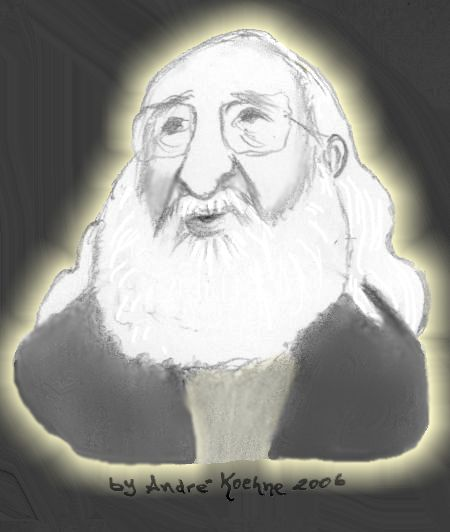
Caricature de Paulo Freire.

En 1944, il épouse Elza Oliveira, une enseignante de primaire. Ils ont cinq enfants (Madalena, Cristina, Fátima, Joaquim, Lutgardes), ce qui l'incite à porter son attention sur les théories éducatives.

### Début de carrière
Malgré sa formation en droit, il lit des ouvrages sur la pédagogie, la philosophie et la sociologie de l'éducation. Dès son entrée au barreau, il se met à travailler comme agent d'aide sociale et, plus tard, comme directeur du département d'éducation, de culture et de travail social de l'État du Pernambouc.
Ce poste l'amène à être en contact avec les plus pauvres des centres urbains. Il développe de nouveaux moyens d'échange avec les défavorisés, ce qui lui permet de jeter les bases de sa dialectique pédagogique de l'éducation des adultes. Il anime des séminaires et donne des cours à l'Université de Recife, dont il obtient un doctorat en 1959.
Pendant les années 1960, le Brésil est agité. Différents mouvements socialistes, étudiants, populistes, syndicalistes et chrétiens cherchent à atteindre leurs buts sociopolitiques. Freire devient directeur d'un service à l'Université de Recife et élabore un programme d'alphabétisation des adultes pour des milliers de paysans du nord-est du pays. Des volontaires appliquent ce programme dans tout le pays.
L'engagement social et éducatif de Freire augmente avec les années. En 1958, il présente un rapport, l'Éducation des adultes et les populations marginales : les problèmes des Mocambos qui innove en ce qui a trait à l'éducation permanente des adultes. Selon lui, cette éducation doit se fonder sur l'apprentissage de la lecture et de l'écriture appliquée au vécu quotidien des apprenants. Selon Freire, la lecture et l'écriture ne doivent plus fonctionner comme outils culturels de domination. Ainsi, il insiste pour éliminer la structure hiérarchique de l'éducation, laquelle favorise la domination du professeur sur ses élèves tant par le pouvoir que par le savoir. Dans une perspective démocratique, l'éducation doit se réaliser avec la personne. Pour obtenir un tel fonctionnement, il faut qu'apprenants et enseignants s'engagent, collaborent, participent, prennent des décisions et soient, en ce qui a trait à l'éducation, responsables tant socialement que politiquement. Écrit dans une forme inhabituelle, le rapport contribue à le cataloguer comme éducateur progressiste.
Freire et ses collaborateurs présentent la vie politique quotidienne à travers la lecture et l'écriture, se détachant ainsi de la façon traditionnelle d'enseigner la lecture et l'écriture, c'est-à-dire décontextualisée et instrumentale. Ils pensent que chaque citoyen doit prendre part aux décisions politiques. Ils gagnent ainsi l'attention des pauvres et éveillent l'espoir d'améliorer leur vie. Les paysans commencent à sortir de l'indifférence et du fatalisme qui les habitent, mais les grands propriétaires fonciers et les militaires ne voient pas cette réforme d'un bon œil.

### Coup d'État en avril 1964

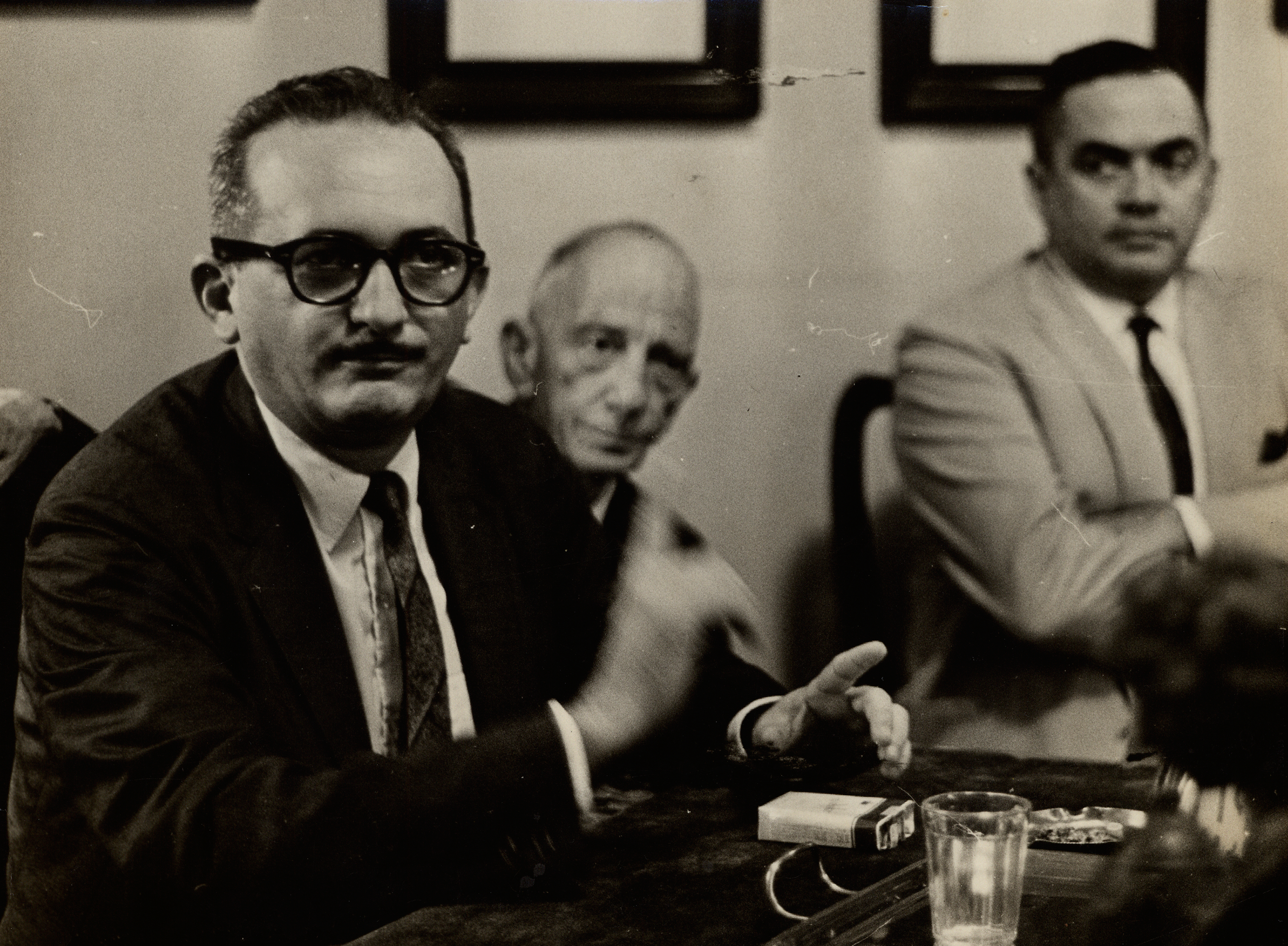
Paulo Freire, 1963.

En avril 1964, un coup d'État renverse le gouvernement et tous les mouvements progressistes sont éliminés. Paulo Freire se retrouve derrière les barreaux pour activités « subversives ». Pendant 70 jours, il est interrogé sans relâche. C'est l'événement déclencheur qui l'incite à entreprendre la rédaction de l'ouvrage l'Éducation comme pratique de la liberté. Il y analyse les raisons de son échec de changement politique au Brésil. Peu après, le pouvoir l'expulse au Chili, où il travaille pendant cinq ans à un programme d'alphabétisation. À cette époque, l'UNESCO reconnaît les efforts du Chili pour enrayer l'analphabétisme.
À la fin des années 1960, Freire entre en contact avec une autre culture : celle des révoltes étudiantes, de la lutte pour l'intégration des Noirs et de l'opposition à la guerre du Viêt Nam aux États-Unis. Il est professeur invité au Centre d'études en éducation et développement de l'université Harvard. Ces agitations sont une révélation pour Freire : il se rend compte que la répression et l'exclusion des défavorisés de la vie politique et économique ne sont pas limitées aux pays du Tiers-Monde. Cela l'amène à élargir sa définition du Tiers-Monde, lequel n'est plus géographique, mais bien politique.

### Exil
De 1970 à 1980, Freire s'exile à Genève avec sa famille. Il travaille au Conseil œcuménique des Églises et son appartement devient un des lieux de rencontre et de discussion des théoriciens de la théologie de la libération et des mouvances politiques de gauche et chrétiennes. Il est visité par dom Hélder Câmara, Lizanhas Maciel, Manuel da Conceiçao et maints autres leaders d'opinion de l'époque.
C'est à Genève, à la fin de sa visite aux États-Unis, en 1974, qu'il écrit son ouvrage le plus célèbre : Pédagogie des opprimés. L'éducation se présente comme un chemin qui mène à la liberté en deux étapes. La première survient lorsque les gens deviennent conscients de leur oppression et qu'ils transforment leur état. La deuxième amène un processus permanent d'action culturelle qui favorise l'émancipation.
Genève et le Conseil Œcuménique des Églises deviennent la plateforme à partir de laquelle Freire voyage un peu partout sur la planète pour diffuser ses idées et soutenir des programmes pédagogiques dans les pays nouvellement indépendants d'Asie et d'Afrique, en particulier en Guinée-Bissau et au Mozambique.
En 1980, à l'invitation de son pays, il rentre d'exil. À cause des agitations sociales, il ne peut réintégrer l'université de Recife. En conséquence, il enseigne à l'Université pontificale de São Paulo. Cette période de tournant politique au Brésil est aussi un point tournant dans sa carrière. Le pays reconnaît et apprécie ses idées et Freire a maintenant une prise sur le développement des politiques socio-éducatives; enfin, il participe activement à la vie politique et institutionnelle.

### Secrétaire de l'éducation
En 1989, il devient secrétaire de l'éducation à la mairie de São Paulo. Il dirige la réforme scolaire dans la plus grande ville du pays, laquelle compte les deux-tiers des écoles du pays. En deux années et demie, il tente de transformer en profondeur le système scolaire de la municipalité. Dans ce contexte, il s'engage pour améliorer les écoles et leurs infrastructures scolaires et pédagogiques, le salaire des enseignants, et pour renouveler les programmes d'études. Il applique ses concepts à la gestion et l'administration en demandant à ses collaborateurs de fonctionner sur des bases de responsabilité réciproque et de participation démocratique en collégialité.

### Décès
Après avoir laissé son poste, il retourne à l'Université pontificale et se concentre sur l'écriture et la lecture.
Pour fêter ses 70 ans, il se rend à New York à l'invitation d'un groupe de recherche en éducation. Il décède quelques jours après la publication de son dernier livre, La pédagogie de l'autonomie.

## Perspectives sur l'œuvre
« Personne n'éduque autrui, personne ne s'éduque seul, les hommes s'éduquent ensemble par l'intermédiaire du monde. » (Paulo Freire. (1974), Pédagogie des opprimés suivi de Conscientisation et révolution, Paris:  Maspero)
Freire a  marqué la pédagogie dans la seconde moitié du XXe siècle. Il a établi l'éducation comme un processus de conscientisation et de libération.  L'alphabétisation doit s'accompagner d'une part de modes de travail et d'autre part de supports qui favorisent l'accès des apprenants à la parole et à la revendication politique.
Son livre phare est sans nul doute Pédagogie des opprimés, qui expose ses idées relatives à l'alphabétisation, à l'éducation des adultes et à l'aspect politique de l'éducation.
Ce Brésilien du Pernambouc (l'un des 26 États brésiliens) inspire des éducateurs progressistes du monde entier, tant dans les écoles et les universités que dans les syndicats et les groupes de jeunes et d'adultes catholiques. Sa conception de l'éducation influence également les programmes d'alphabétisation des adultes et des organisations de femmes. 
Certains des principes de Freire sont aujourd'hui repris dans un large spectre politique s'étendant des organisations politiques de gauche au développement de l'organisation et du management, ce qui montre une universalité valide aussi en dehors d'un contexte politique particulier. 
Ainsi, les organisations de gauche utilisent les concepts de Freire pour organiser des modes de formation et de débat politique qui permettent l'expression des militants les moins formés, de ceux qui n'ont pas fait d'études et qui pourraient se voir confisquer la parole dans des réunions par les militants aguerris.
Dans le domaine du management, les idées de Freire viennent à point nommé pour accompagner le passage d'une société industrielle mécaniciste à la société de la connaissance où l'intelligence collective joue un rôle primordial pour maîtriser une complexité croissante.

## Ouvrages
- L'Éducation: pratique de la liberté, Paris, éditions du Cerf, (1967)(écrit en 1964)
- Pédagogie des opprimés (écrit en portugais en 1968), suivi de Conscientisation et révolution, Éditions Maspero,1974, Nouvelle traduction : Pédagogie des opprimés trad. Élodie Dupau et Melenn Kerhoas, Préface d'Irène Pereira, Editions Agone, 2021

- Lettres à la Guinée-Bissau sur l'alphabétisation : une expérience en cours de réalisation, préface d'Henryane de Chaponay, traduit du portugais par Alfred Hervé-Guyer, Paris, François Maspero éditeur, 1978
- Pedagogia da Esperança, Paz e Terra, São Paulo, 1992
- Paulo Freire (trad. du portugais par Jean-Claude Régnier), Pédagogie de l'autonomie, Toulouse, Éd. Érès, 2013, 166 p. (ISBN 978-2-7492-3637-7 et 2749236371, OCLC 829991518)
- (en) Paulo Freire (trad. Myra Bergman Ramos, préf. Donaldo P. Macedo), Pedagogy of the oppressed : 30th Anniversary Edition, New York, Continuum, 2000, 180 p. (ISBN 0-8264-1276-9 et 978-0826412768, OCLC 852728232).

## Prix et distinctions
Prix
- 1980 : prix Roi-Baudoin
- 1986 : prix UNESCO de l'éducation pour la paix
- 1992 : prix Andrès-Bello de l'Organisation des États américains comme éducateur du continent

Distinctions
- 1979 : docteur honoris causa de l'université de Genève[3]